# Natur- und Europaschutzgebiet Oichtenriede

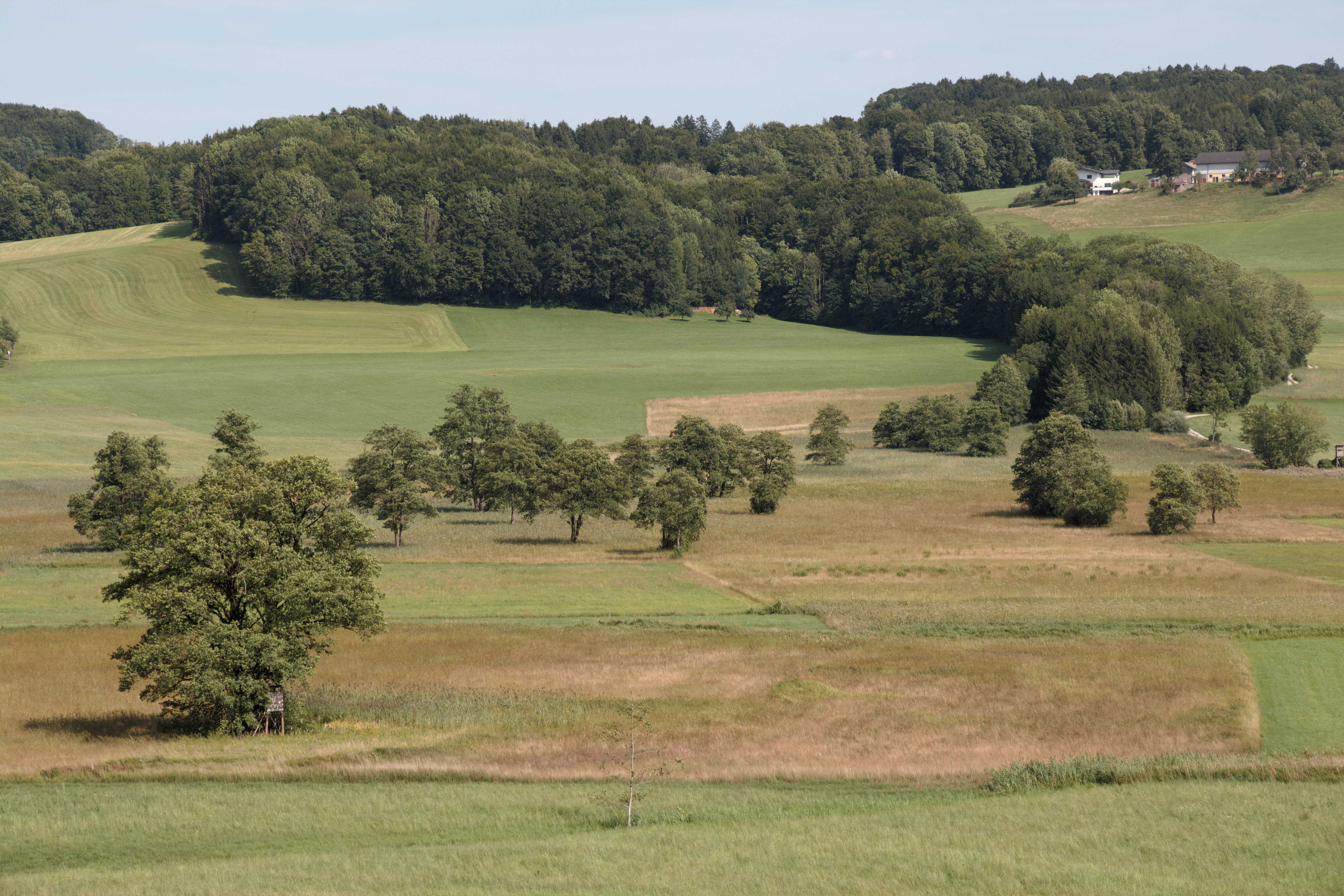
Das Landschaftsgepräge der Oichtenriede

Das Natur- und Europaschutzgebiet Oichtenriede – einfach: die Oichtenriede, beide Benennungen auch in der Schreibweise Oichten-Riede – ist ein kleines, seit 1982 bestehendes Naturschutzgebiet sowie seit 2006 Natura 2000-Schutzgebiet im Norden des Bundeslandes Salzburg. Es liegt 25 km nördlich der Landeshauptstadt Salzburg im Oichtental in den Gemeinden Dorfbeuern und Nußdorf am Haunsberg (Bezirk Salzburg-Umgebung). Der Schutzzweck besteht in der Erhaltung der Pflanzenwelt und den hier anzutreffenden Vogelarten sowie dem Erhalten des Landschaftscharakters.

## Lage und Ausdehnung
Die Oichtenriede erstreckt sich in der Tallage des oberen Oichtentals auf 420 m Seehöhe nahe den Orten Michaelbeuern (Gemeinde Dorfbeuern) im Westen sowie Durchham und Liersching (Gemeinde Nußdorf am Haunsberg) im Osten. Im Norden grenzt das Schutzgebiet an die oberösterreichische Gemeinde Perwang am Grabensee. Die maximale Nord-Süd-Ausdehnung beträgt 2,1 km, von Ost nach West zwischen 470 und 700 m. Das geschützte Areal hat eine Fläche von 103,8 ha.
Im geschützten Areal fließt die Oichten in einem begradigten Flussbett von Nord nach Süd, beiderseits münden einige Entwässerungsgräben ein. In Ost-West-Richtung quert eine wenig befahrene Gemeindestraße das Schutzgebiet.

## Unterschutzstellung

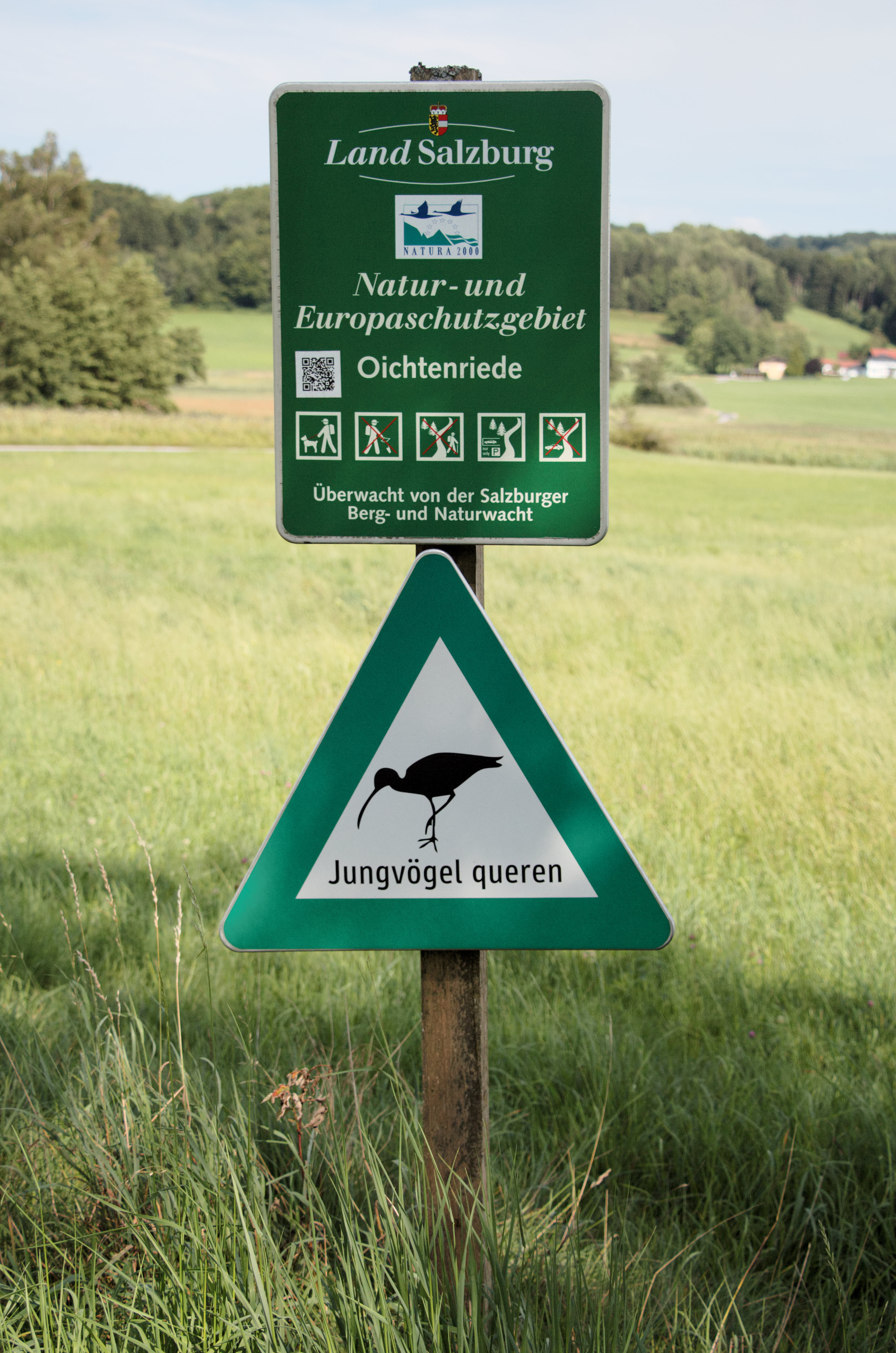
Kennzeichnung des Schutzgebiets

Mit einer Verordnung des Salzburger Landtags vom 28. Jänner 1982 wurde das Areal zum Naturschutzgebiet erklärt. Das mit der Nummer NSG00006 im Salzburger Naturschutzbuch gelistete Objekt wurde dann mit 1. Juli 2006 mit der Nummer ESG00006 auch als Europaschutzgebiet ausgewiesen.
Der Zweck des Schutzes besteht in der Erhaltung von gefährdeten Pflanzen- und Tierarten, der Erhaltung des strukturreichen Landschaftskomplexes sowie der Erhaltung von Lebensräumen für Vögel nach der FFH-Richtlinie für Vogelschutz. Die Schutzwürdigkeit ist besonders hinsichtlich der Ökologie gegeben, weiters durch den angestrebten Artenschutz und die Erhaltung der Landschaftsästhetik sowie mit dem damit einhergehenden hohen wissenschaftlichen Wert.
Mit der Schutzverordnung sind Eingriffe in die Natur untersagt, wobei Ausnahmen bestehen, die unter anderem die Fortführung der bis zur Unterschutzstellung ausgeübten land- und forstwirtschaftlichen Tätigkeiten erlaubt (Beweidung, Mahd etc.).
2020 wurden zwei, insgesamt knapp 2 ha große Grundstücke am Rand des geschützten Bereichs vom Land Salzburg angekauft, um sie vom intensiven Landbau auf artenreiche Wiesen zu entwickeln. Ebenfalls 2020 wurde gemeinsam mit den Gemeinden Dorfbeuern und Nußdorf am Haunsberg ein Managementplan beschlossen, der die Maßnahmen zur Erhaltung des vorhandenen Bestandes festlegt. Unter anderem ist langfristig vorgesehen, die Begradigung der Oichten rückzubauen.

## Natur

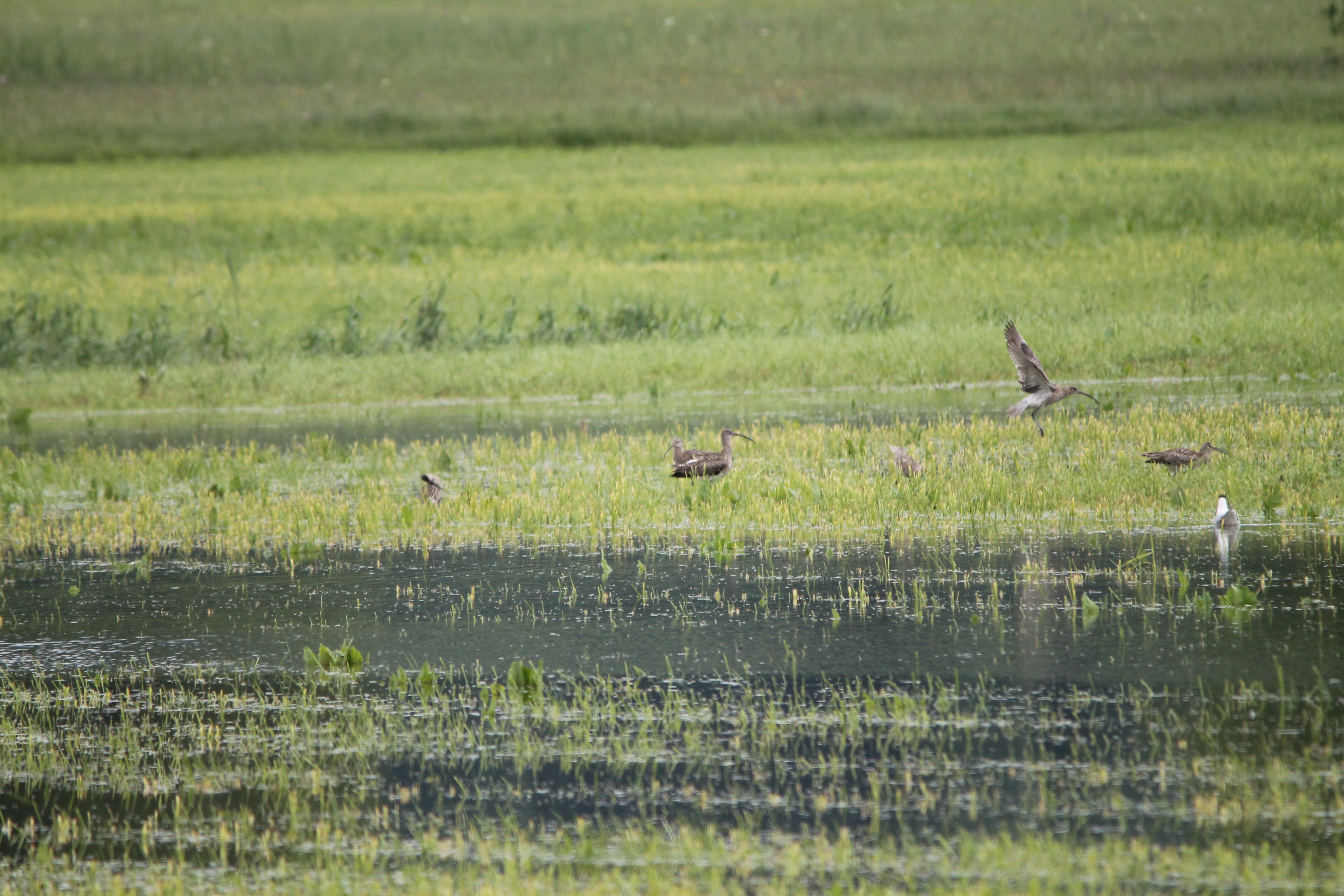
Brachvögel in der Oichtenriede

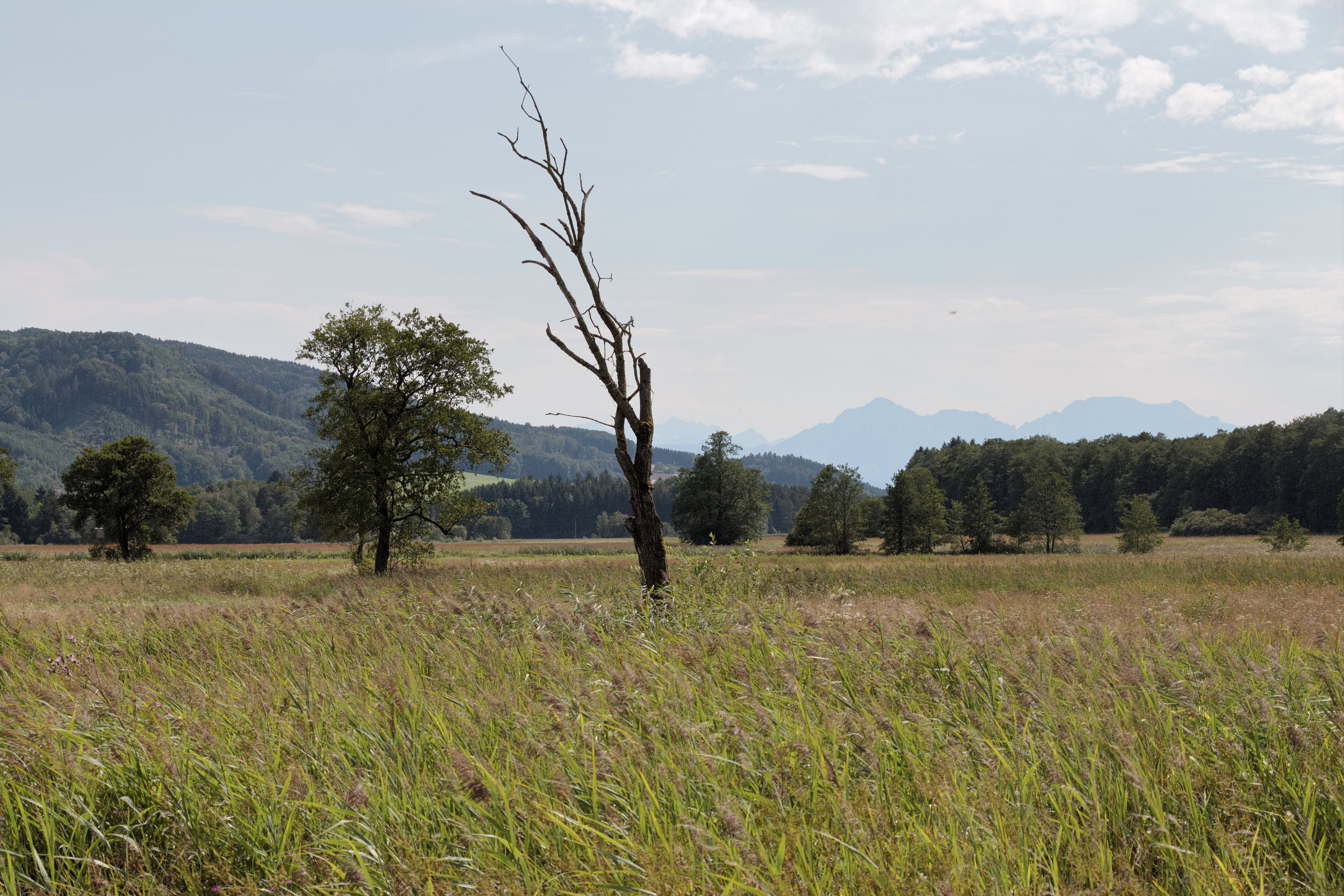
Wiese im mittleren Schutzbereich

Die Oichtenriede zeichnet sich aus als Wiesenlandschaft mit Streu- und Feuchtwiesen, durchsetzt mit Niedermooren sowie Waldinseln und hainartig wachsenden Schwarzerlen. Als Biotop-Typen dominieren Pfeifengraswiesen und Niedermoore mit jeweils gut einem Drittel von allen 91 beschriebenen Biotopen, des Weiteren finden sich Kohldistelwiesen und Moor-Birken. Von den vorhandenen Pflanzengattungen hervorzuheben sind Trollblumen, Knabenkräuter, Hyazinthen, Fettkräuter und Baldriane. Auch wurden wenige Exemplare von sehr seltenen Arten angetroffen wie Moor-Glanzständel (eine Orchideenart) und Moor-Enzian.
Für die Tierwelt ist das mit Gehölzen durchsetzte Areal bedeutend für die gefährdeten Vogelarten Wachtelkönig, Kiebitz, Bekassine und Brachvogel. Aber auch Wachteln, Fasane und Rebhühner können gesichtet werden. Bei einer Erhebung 2003 wurden 68 Vogelarten gezählt, davon 47 Brutvogelarten. Von anderen Tierarten sind verschiedene Tagfalter und Froscharten sowie die Erdkröte und die Sumpfschrecke gehäuft zu finden.
Der Anteil des genutzten Bodens besteht zu über 40 % in Form von Streuwiesenbrache und zu 35 % als Futterwiesen bei intensiver bis mäßig intensiver Bewirtschaftung.